# Cratere Kandinsky
Kandinsky  è un cratere sulla superficie di Mercurio.